# Катенька (фильм)
«Катенька» — советский художественный фильм. Фильм снимался в Калуге.

## Сюжет
Гриша и Даша любили друг друга. Когда юноша уехал учиться в Петроград, Даша не сдержала слова и влюбилась в эсера Евгения. Её сестра, Катенька, утешая Гришу, призналась ему в любви, но, он уезжал врачом-добровольцем на фронт 1-й Мировой, а Катенька затем заболела и умерла. Через много лет Григорий приезжает в родной город, встречает постаревших Дашу, Евгения и их внучку, как две капли воды похожую на Катеньку…

## В ролях
- Оксана Арбузова — Катенька
- Виктор Гоголев — Григорий Васильевич Марков
- Владислав Демченко — Гриша Марков
- Елена Дробышева — Даша
- Майя Булгакова — Дарья
- Вадим Андреев — Евгений
- Всеволод Платов — Евгений
- Сергей Скрипкин — Митя
- Надежда Евдокимова — Леночка
- Мария Барабанова — Ганечка
- Артур Нищёнкин — отец Гриши
- Валентин Букин — Иван Алексеевич, повар
- Ольга Григорьева — мама Кати и Даши
- Алла Мещерякова — мама Гриши
- Евгений Платохин — жандарм
- Ян Янакиев — отец Кати и Даши

## Съёмочная группа
- Автор сценария: Михальский, Вацлав Вацлавович
- Режиссёр: Леонид Белозорович
- Оператор: Михаил Роговой
- Художник: Дуленков, Борис Дмитриевич